# Beija-flor-verde-e-branco
Colibri-de-peito-claro ou beija-flor-verde-e-branco (Elliotomyia chionogaster) é uma ave apodiforme da família Trochilidae. É encontrado na Argentina, Bolívia, Brasil e Peru.

## Taxonomia e sistemática
O Beija-flor-verde-e-branco foi colocado várias vezes nos gêneros Leucippus e Elliotia , e até 2014 na Amazilia. Um estudo filogenético molecular publicado em 2014 descobriu que Amazilia era polifilética. Na classificação revisada para criar gêneros monofiléticos , o Beija-flor-verde-e-branco foi colocado pela maioria dos sistemas taxonômicos em um novo gênero Elliotomyia.
 No entanto, o Handbook of the Birds of the World (HBW) da BirdLife International o mantém em Amazília.

## Estado de conservação
A IUCN avaliou o beija-flor-de-barriga-branca como sendo de menor preocupação. Tem uma grande variedade, mas seu tamanho populacional e tendência não são conhecidos. Nenhuma ameaça imediata foi identificada.  É considerado localmente comum. Pode ser ameaçado pela conversão de habitat em pastagens, especialmente nas partes mais áridas de sua área de distribuição.

## Características
Mede 9,5 centímetros de comprimento. Possui bico reto com a base da mandíbula rosada, partes inferiores brancas imaculadas, sem mancha pós-ocular branca, e com as pontas das retrizes brancas.